# Euphorbia microcarpa
Euphorbia microcarpa là một loài thực vật có hoa trong họ Đại kích. Loài này được (Prokh.) Krylov mô tả khoa học đầu tiên năm 1935 publ. 1934.